# Hinterglasmalerei

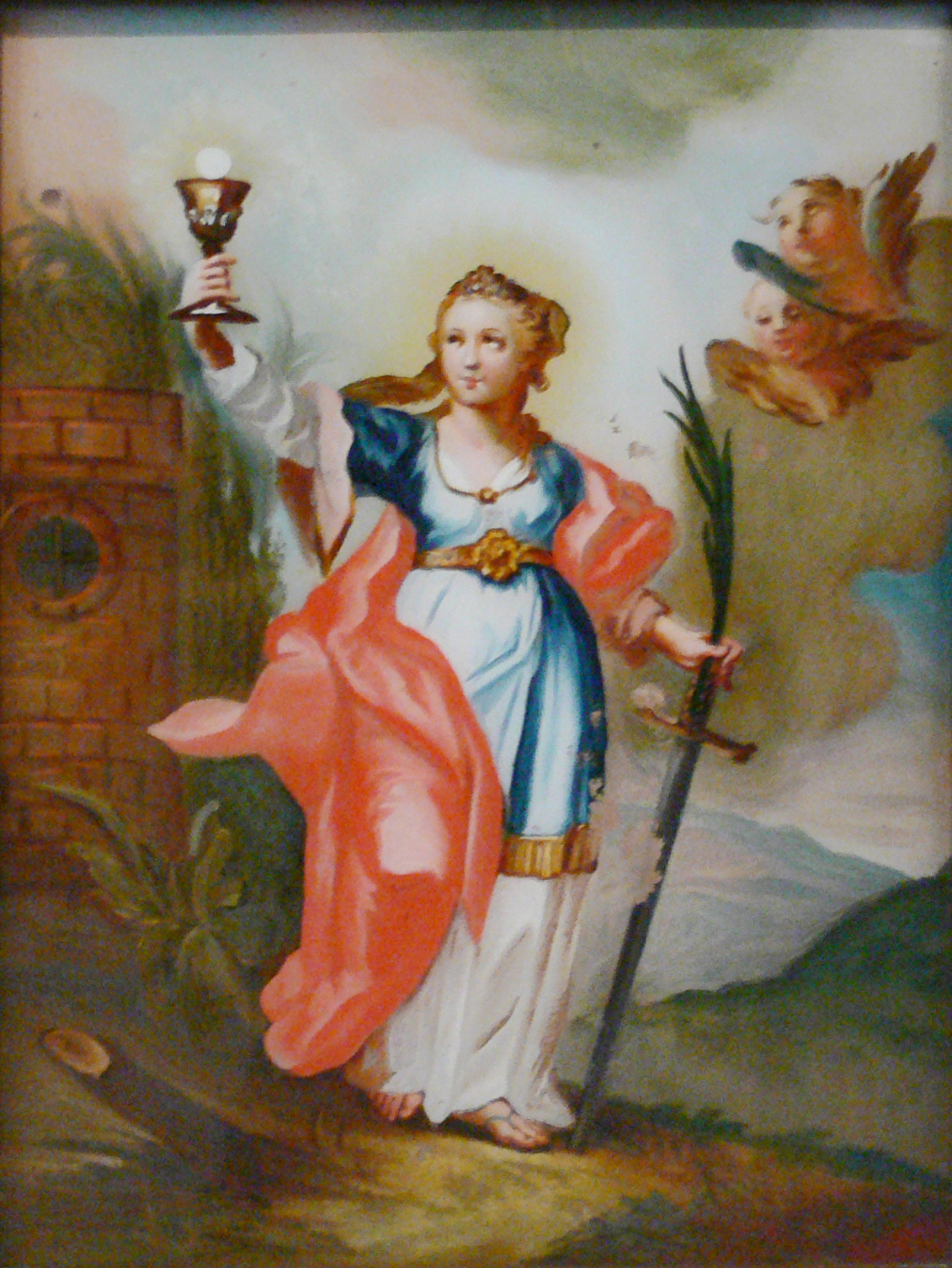
„Hl. Barbara“, wohl Augsburg, 2. Hälfte 18. Jh.

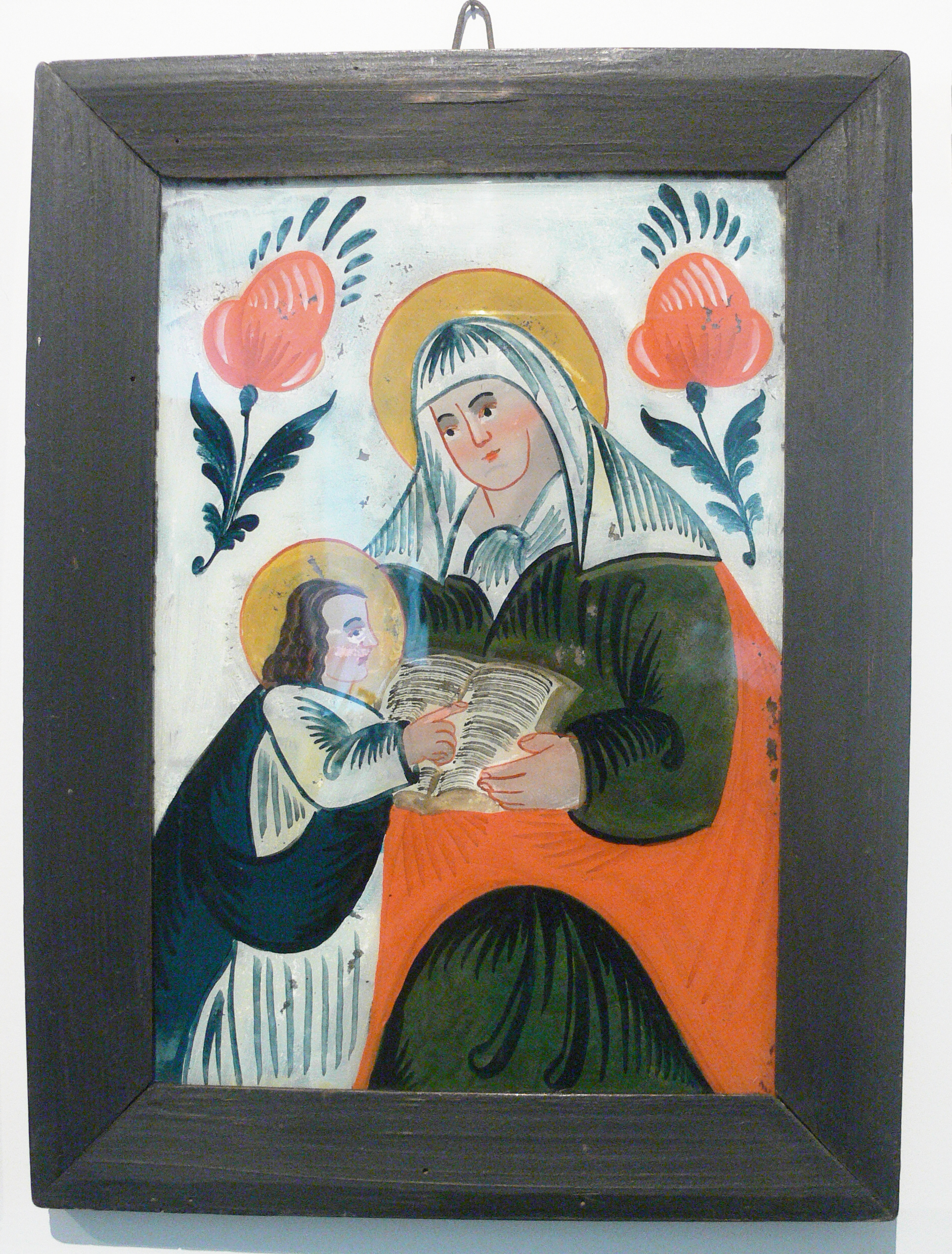
„Anna lehrt Maria“, Sandl/Oberösterreich, 1. Hälfte 19. Jh.

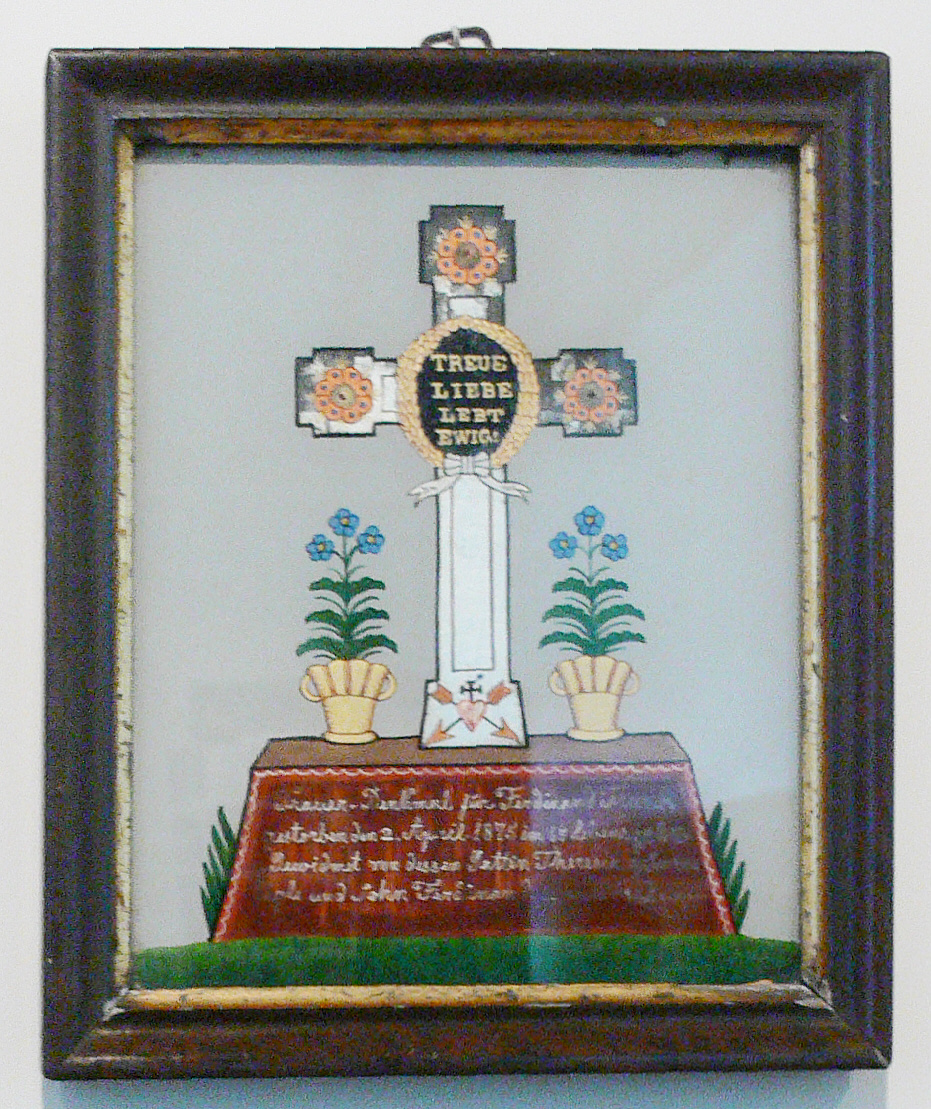
Totenerinnerung, 1875

Unter dem Begriff Hinterglasmalerei fasst man Glasbilder zusammen, die von der Rückseite der Glasplatte her bemalt sind und in der Aufsicht betrachtet werden. Sie unterscheiden sich darin von den aus Kirchenfenstern bekannten Glasmalereien, die erst in der Durchsicht ihre Leuchtkraft entfalten. Die Ausführung auf der Rückseite der Flachglasscheiben intensiviert die Farben der Hinterglasbilder und verleiht ihnen dauerhaften Glanz.
Während einige frühe Beispiele von Hinterglasmalerei in Technik und Ausführung von höchster Qualität sind, aber in verschwindend geringer Zahl erhalten blieben, haben die religiös-volkstümlichen Hinterglasbilder des späten 18. und des 19. Jahrhunderts weite Verbreitung gefunden, sind im 20. Jahrhundert wieder sehr populär geworden und haben zur Nachahmung angeregt.

## Geschichte
Techniken der Hinterglasmalerei lassen sich bis in die Hochkunst der Antike zurückverfolgen. Die Verwendung von Blattgold spielte hier eine besondere Rolle, Genaueres dazu wird in den Artikeln Zwischengoldglas und Églomisé abgehandelt. Über die Wertschätzung im Mittelalter und der frühen Neuzeit erfahren wir mehr aus den Schriftquellen als durch die zerbrechlichen Objekte selbst, von denen sich bis heute nur wenige erhalten haben.
Im 18. Jahrhundert nahm die Produktion zu, auch in Holland und vor allem der Schweiz entwickelten sich eigene Traditionen, die jetzt auch mit einer ganzen Reihe von Handwerkernamen verbunden werden können. Das Zentrum in Deutschland war Augsburg, hier wurde das Metier sogar in die zünftische Ordnung integriert. Serienherstellung nach fremden Vorlagen, Arbeitsteilung, Verlagssystem und weitreichende Vertriebswege gehörten zu den Entstehungsbedingungen dieser „Mengenware“. Bis nach Nord- und Südamerika ging der Export. Schematisierung und künstlerischer Niedergang waren die Folge.
Doch gleichzeitig schwang sich in der Epoche des Klassizismus die bildhafte Ausführung von Glasradierungen (Églomisé) zu einer vorübergehenden Mode auf. In der Farbkombination Gold/Schwarz fertigten einzelne Dilettanten, Glashandwerker und professionelle Künstler individuelle Wandbilder und Porträts.
Im Übrigen änderten sich aber in dieser Zeit Funktionen, Produktionsweisen und Bildinhalte der gewöhnlichen Hinterglasmalerei grundlegend. Sie wurde zu einem Zweig der Volkskunst. Glas war inzwischen kein Luxusmaterial mehr. Für einen ländlichen Käufermarkt produzierten spezialisierte, oft im winterlichen Nebenerwerb tätige Klein- und Familienbetriebe Hinterglasbilder, meist mit Devotionalcharakter. Diese Werkstätten waren häufig in der Nähe von Glashütten zu finden.
Neue Produktionsorte treten um 1800 auf: Murnau, Uffing und Seehausen rund um den Staffelsee, Rötenbach im Schwarzwald, Elsass und Lothringen, die Oberpfalz und Niederbayern (z. B. Raimundsreuter Hinterglasmalerei), Schlesien, die Orte an der oberösterreichisch-böhmischen Grenze wie Sandl, Buchers, Schwertberg, Gratzen und Karlstift im Waldviertel. In Sandl wurden z. B. von Familien innerhalb eines Winters bis zu 20.000 Hinterglasbilder mit verschiedenen Motiven produziert.
Für Stil und Komposition blieben die barocken Vorbilder bis weit ins 19. Jahrhundert bestimmend, allerdings vereinfacht zu starkfarbigen, flächenhaften, perspektivlosen Bildformeln, die auch von weniger geübten Händen bewältigt werden konnten.
Bei den Darstellungsinhalten handelt es sich nahezu ausnahmslos um religiöse Themen. Gnadenbilder aus Wallfahrtsorten, andere Andachtsbildtypen, und Darstellungen einzelner Heiliger herrschen vor, biblische Szenen sind seltener.
Wie schon die in Augsburg hergestellte Bilderware wurden auch die späteren Produkte aus den hüttennahen, aber ländlichen Werkstätten über weite Strecken ausgeführt. So wurden die böhmischen und oberösterreichischen Bilder durch Hausierer, sogenannte „Kraner“ oder „Bandlkramer“ in der ganzen k.u.k. Monarchie verkauft.
Sie wurden in Pilgerorten, auf Märkten und von Hausierern feilgeboten, um in Haus- und Wegkapellen und im Herrgottswinkel des Hauses aufgestellt zu werden. Diese private Bestimmung, wie auch an den Bildthemen abzulesen ist, war häufiger als die für den Kirchenraum (Kreuzwegstationen, Ex voto).

### Hinterglasmalerei außerhalb des deutschen Sprachraums
Eine eigene Tradition ist in Rumänien zu beobachten, wo von Siebenbürgen aus im späten 17. bis frühen 20. Jahrhundert Andachtsbilder für die griechisch-katholische, römisch-katholische und orthodoxe Bevölkerung geschaffen wurden.
Auch in anderen Regionen ist die Hinterglastechnik nicht unbekannt. Gislind M. Ritz widmet in ihrem Standardwerk zur Hinterglasmalerei den Ländern Spanien, Süditalien, Türkei, Syrien, Persien, Indien und China jeweils eigene, kurze Kapitel.

### Rezeption in der Moderne

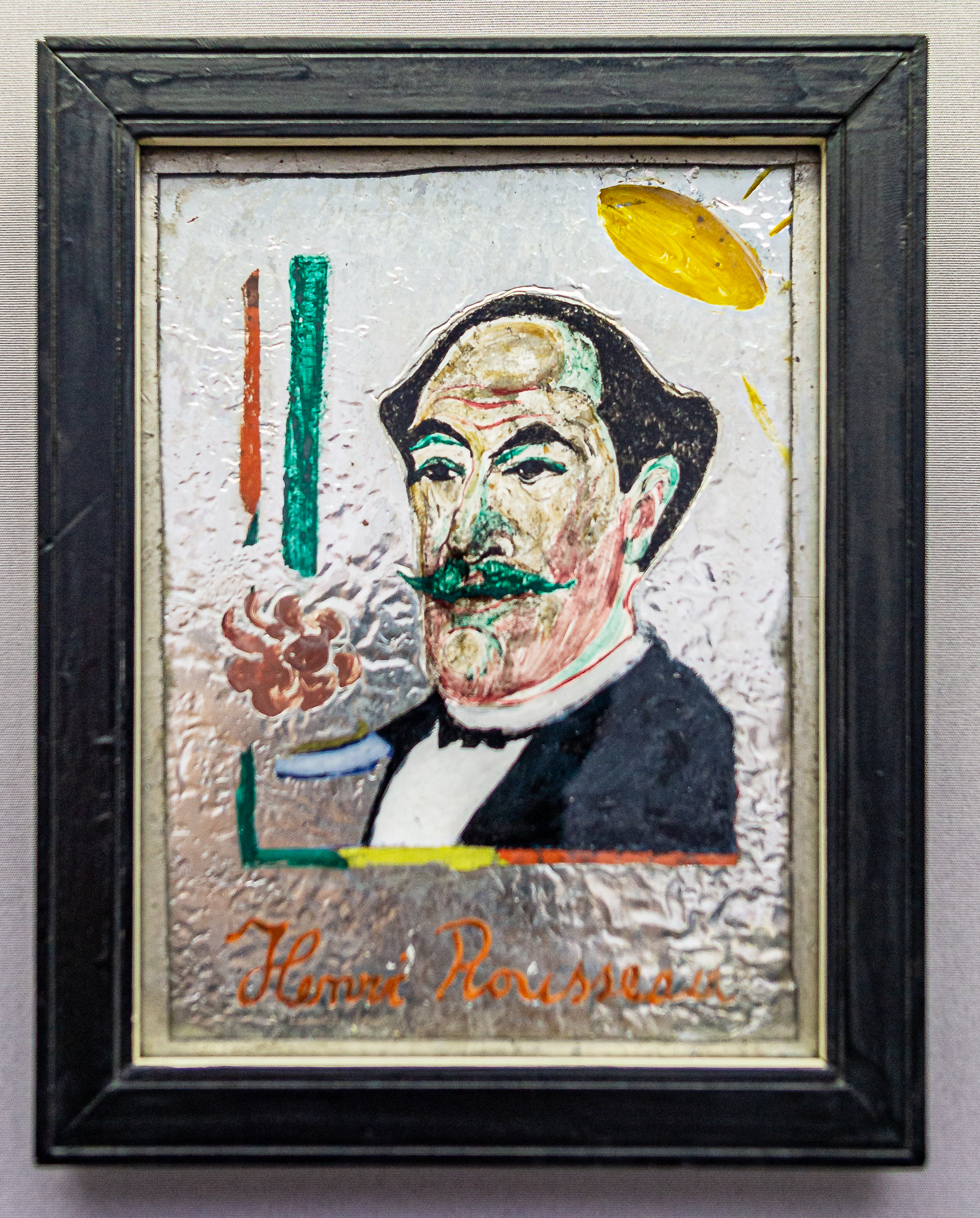
Franz Marc: Bildnis Henri Rousseau, 1911, Städtische Galerie im Lenbachhaus, München

Der billigere Öldruck verdrängte im Zeitalter der Industrialisierung das volkstümliche Hinterglasbild, das als unmodern und kunstlos ins Abseits geriet. Zwischen 1905 und 1917 entstanden Paul Klees Hinterglasbilder, die aber nicht auf die Motive der Volkskunst zurückgreifen. In Murnau aber ließ sich Gabriele Münter von der Hinterglasmalereitradition des Ortes stilistisch anregen, ihr Partner Wassily Kandinsky, ebenfalls aus der Künstlergruppe Der Blaue Reiter schuf dort etwa 50 Werke in dieser Technik. Franz Marc malte 1911 ein Porträt von Henri Rousseau als Hinterglasbild.
Der Verzicht auf Perspektive, die Konturierung, die Reduzierung und Abstrahierung der Formen reizte auch andere Künstler dieser Generation wie August Macke und Heinrich Campendonk, sich an Hinterglasbildern zu versuchen.
Ihre Popularisierung geht wesentlich auf Max Picard und sein Buch Expressionistische Bauernmalerei von 1917 zurück. Doch wird seine Vorstellung von außerhalb ökonomischer Zwänge entwickelter bäuerlich-naiver Kreativität heute nicht mehr akzeptiert.
Seitdem verstärkten Sammler, dann auch Museen ihr Interesse an dieser Kunst und trugen zur Erforschung ihrer Geschichte bei. Der Trend zur Nostalgie bescherte der Hinterglasmalerei seit den 1970er Jahren ein neuerwachtes Interesse, das sich in Publikationen, Ausstellungen und auf anderer Ebene, in Hobbymalkursen zu diesem Thema äußerte. Und immer wieder fanden professionelle Bildende Künstler auch in jüngerer Zeit noch in der Hinterglasmalerei ihr adäquates Ausdrucksmittel: Die Spannweite reicht dabei von den volkstümlichen, naiven Szenen des kroatischen Malers Ivan Generalić (1914–1992) bis zu Jochem Poensgen (1931–2023), den abstrakten Farbflächen der umfangreichen Serien „Sindbad“ (2008) und „Aladin“ des international gefeierten Gerhard Richter.

Hinterglasbilder der Gegenwart
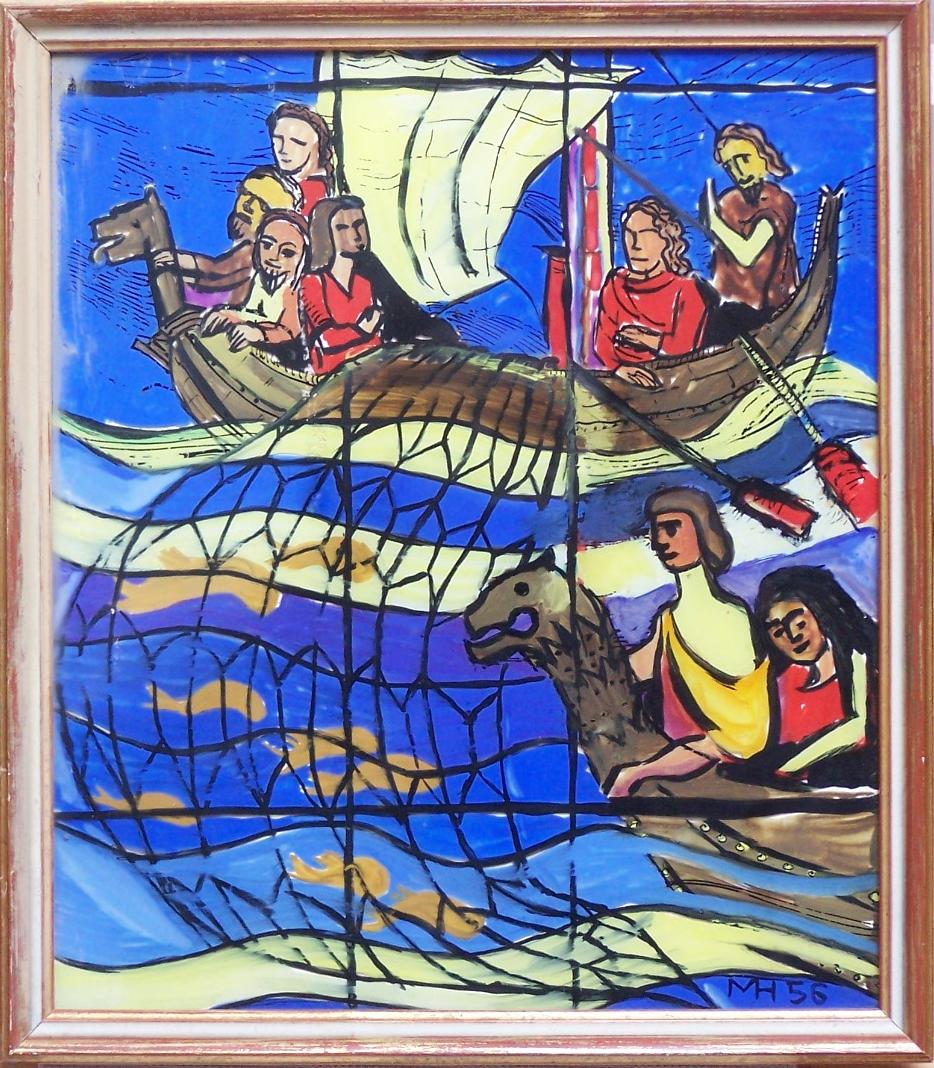
Margret Hofheinz-Döring: Fischzug, 1956
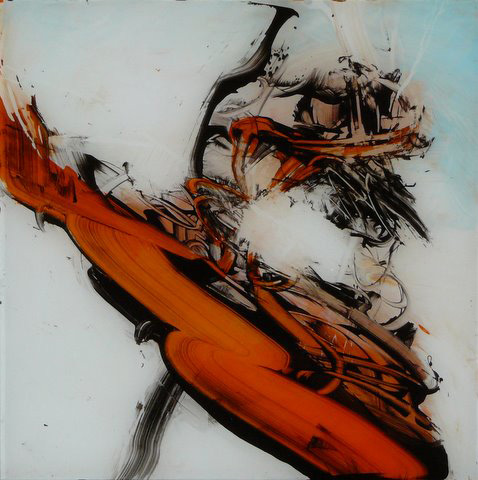
Regina Reim, ohne Titel, Hinterglasmalerei
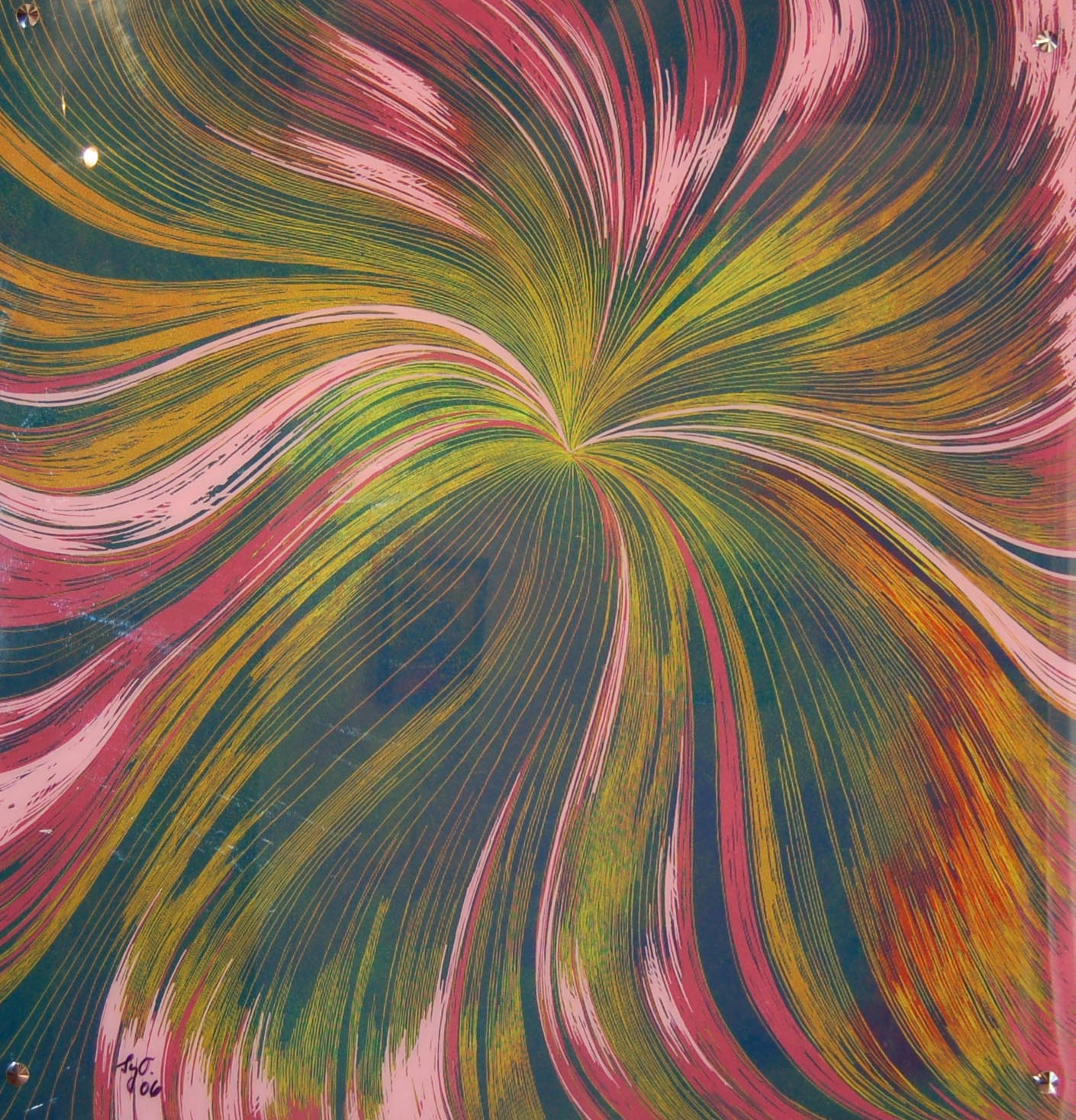
Sylvia Oeggerli: Hinterglasmalerei, „Fleur“

## Technik

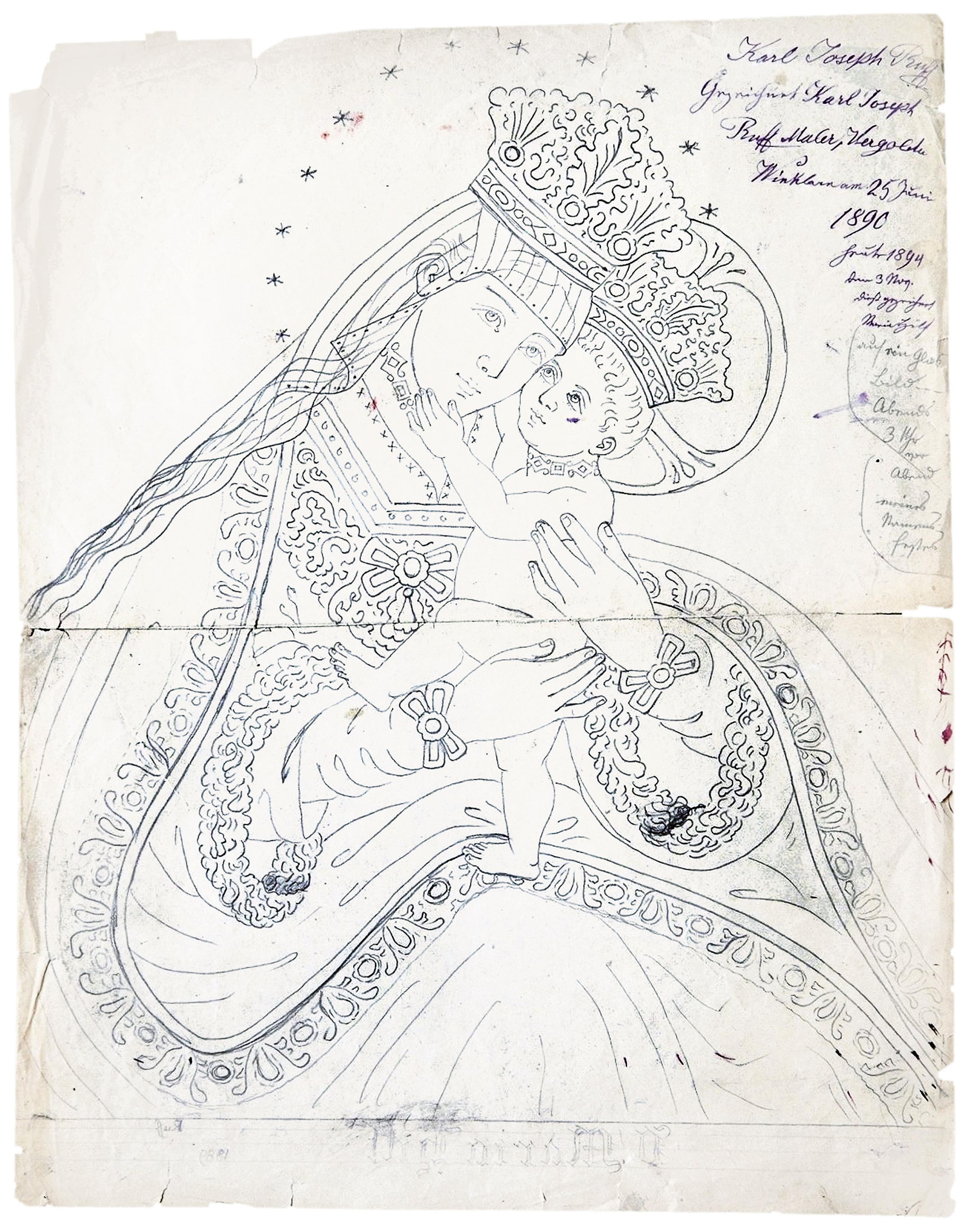
Vorzeichnung zum Hinterglasbild der Amberger Gnadenmadonna von Karl Joseph Ruff (Winklarn), um 1890

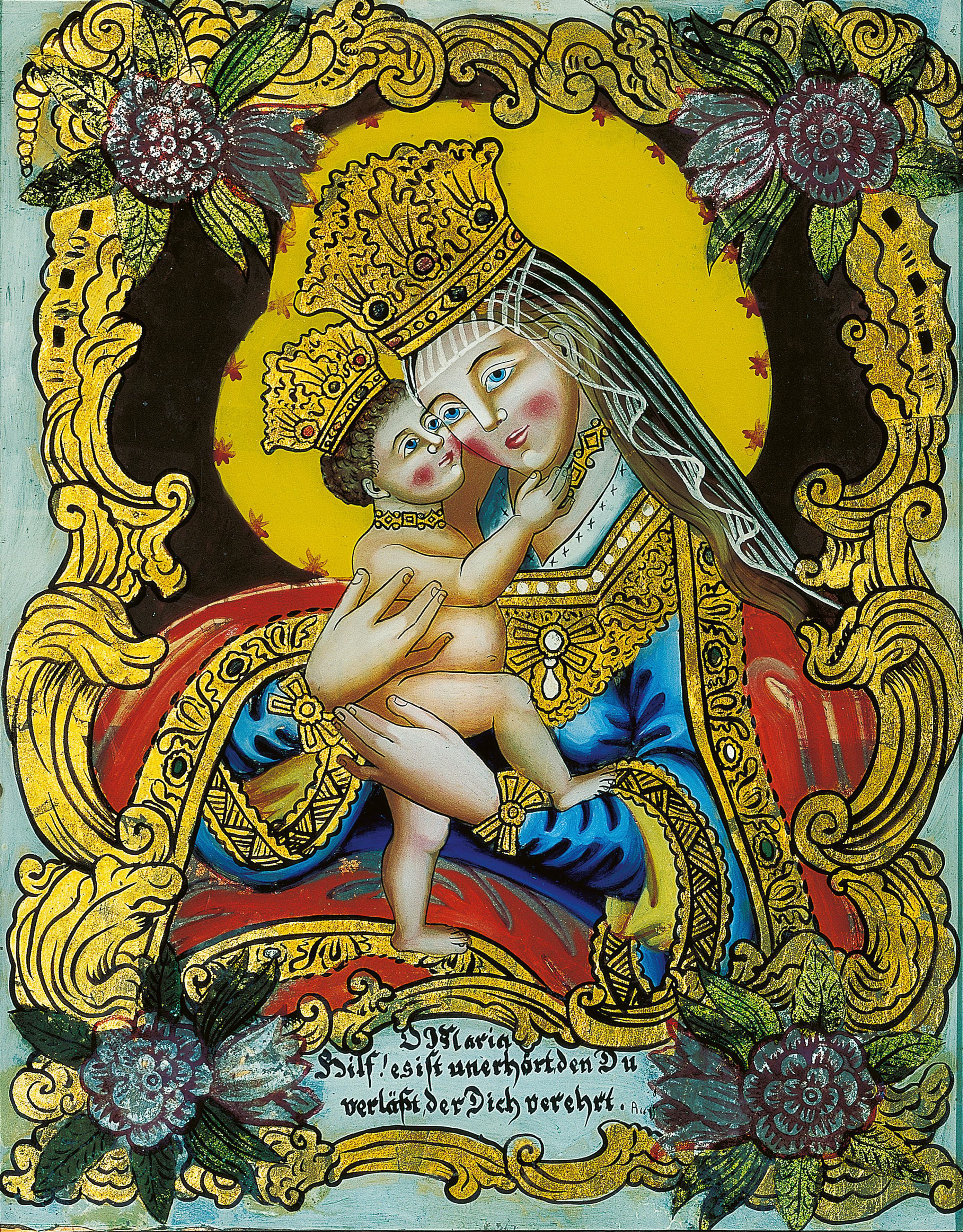
Hinterglasbild der Amberger Gnadenmadonna von Karl Joseph Ruff (Winklarn), um 1890

Anders als bei einem Gemälde wird die Farbe auf der Rückseite des Bildträgers aufgetragen, wobei alle Motive und Schriftzüge seitenverkehrt gemalt werden und auch die Reihenfolge der Arbeitsschritte umgekehrt wird: Zuerst werden die Konturen gezeichnet, dann die Schraffuren und Schatten, Beschriftungen und Details, danach werden die Motive ausgemalt und ganz zum Schluss schließt der Hintergrund die restliche Bildfläche. Eine Hilfe bei der seriellen Produktion volkstümlicher Hinterglasbilder waren (ebenfalls seitenverkehrte) Vorzeichnungen, die unter der bearbeiteten Glasplatte liegend, dem Maler die Hauptlinien vorgaben.
Die verwendeten Malmittel sind nach Arbeitsschritt, Epoche und Region unterschiedlich: Wasser-, Öl-, Tempera- und Kaseinfarben, auch in diversen Kombinationen werden genannt.

### Spezielle Verfahren

#### Amelierung
Für besonders kostbare Hinterglasmalereien, die unter Verwendung von Goldradierung und transluziden Farben für meist feudale Auftraggeber in der frühen Neuzeit geschaffen wurden, benutzt man in den letzten Jahren wieder das lange vergessene Wort Amelierung. Ihr technischer Aufbau besteht aus einer glasseitigen Blattgoldschicht mit Ausradierungen, die mit transparentem Lack hintermalt und abschließend noch mit Silber- oder Stanniolfolie belegt ist, wodurch in der Aufsicht von vorne ein juwelenhafter Lüstereffekt entsteht, der an feine Email- und Goldschmiedearbeiten erinnert. Im Laufe des 16. Jahrhunderts ließ die Verwendung von Blattgold gegenüber den anderen Farben nach, sodass der Begriff im 17. Jahrhundert allgemein für Hinterglasmalerei angewendet wurde, bevor er im 18. Jahrhundert auch aus dem Fachsprachgebrauch ganz verschwand.

#### Églomisé
Diese spezielle Variante der Hinterglasmalerei betrifft Arbeiten, bei denen sowohl hinterlegte Blattgold- oder andere Metallfolien als auch Radiertechniken eingesetzt wurden. Die spätantiken Beispiele gehören dazu und die Glasradierung ist in der Regel auch Bestandteil amelierter Arbeiten.

#### Hinterglasdrucke
Um 1700 in Augsburg und in der zweiten Hälfte des 18. Jahrhunderts in Frankreich wurden gelegentlich Kupferstichbilder vom Papier auf Glasplatten abgeklatscht und dann, wie üblich koloriert. In England übertrug man zu Anfang des 19. Jahrhunderts auf Abziehbilder gedruckte Kupferstiche auf Glasplatten, ein Verfahren, das bei dekoriertem Steingutgeschirr durchweg üblich war.

#### Spiegelbilder
Auch Spiegel sind im 18. Jahrhundert zu Hinterglasbildern weiterverarbeitet worden, indem von den Spiegelrückseiten flächige Stellen aus dem Quecksilberbelag ausgeschabt und durch hintermalte Darstellungen oder Rahmenverzierungen ersetzt wurden. Die gelegentliche Bezeichnung Nonnenspiegel für solche Objekte beruht darauf, dass die wohlgefällige Selbstbetrachtung in Nonnenklöstern verpönt war und angeblich diese, durch fromme Bildbeigaben legitimierten Spiegel eher geduldet wurden.

## Museen
In Sandl, Oberösterreich, gibt es ein Hinterglasmuseum; auch in Schönbrunn am Lusen gibt es das Hinterglasmuseum über die Raimundsreuter Hinterglasmalerei; eine umfangreiche Sammlung von Hinterglasbildern (531 Bilder aus der Zeit von 1770 bis 1930) befindet sich im Mühlviertler Schlossmuseum in Freistadt, weitere Sammlungen finden sich im Oberösterreichischen Landesmuseum in Linz, im Österreichischen Museum für Volkskunde in Wien, im Schlossmuseum Murnau, im Vitromusée in Romont FR in der Schweiz, im Staatlichen Puschkin-Museum für bildende Künste Moskau, im Volkskundemuseum Prag und im Musée alsacien de Haguenau. Das Schaezlerpalais Augsburg hatte im Jahr 2021 153 Gemälde der international bedeutenden Privatsammlung des Ehepaars Gisela und Prof. Wolfgang Steiner erworben. Seit 2006 beherbergt die Dr.-Georg-Frank-Altenhilfe-Stiftung in Stadtbergen die Dauerausstellung Kunst Hinter Glas der Hilda-Sandtner-Stiftung. Ausgestellt werden 63 internationale Exponate der Hinterglasmalerei aus vier Jahrhunderten (17. bis 20. Jhdt.).

## Ausstellungen
- 2018: Tiefenlicht – Malerei hinter Glas von August Macke bis Gerhard Richter. Museum Penzberg – Sammlung Campendonk, Penzberg.
- 2018: Hinterglasmalerei zwischen Volkskunst und Avantgarde. Franz Marc Museum, Kochel am See.
- 2022/23: Vorsicht, zerbrechlich! Hinterglasgemälde aus vier Jahrhunderten. Schaezlerpalais, Augsburg.